# Vysokorychlostní trať Hannover–Würzburg

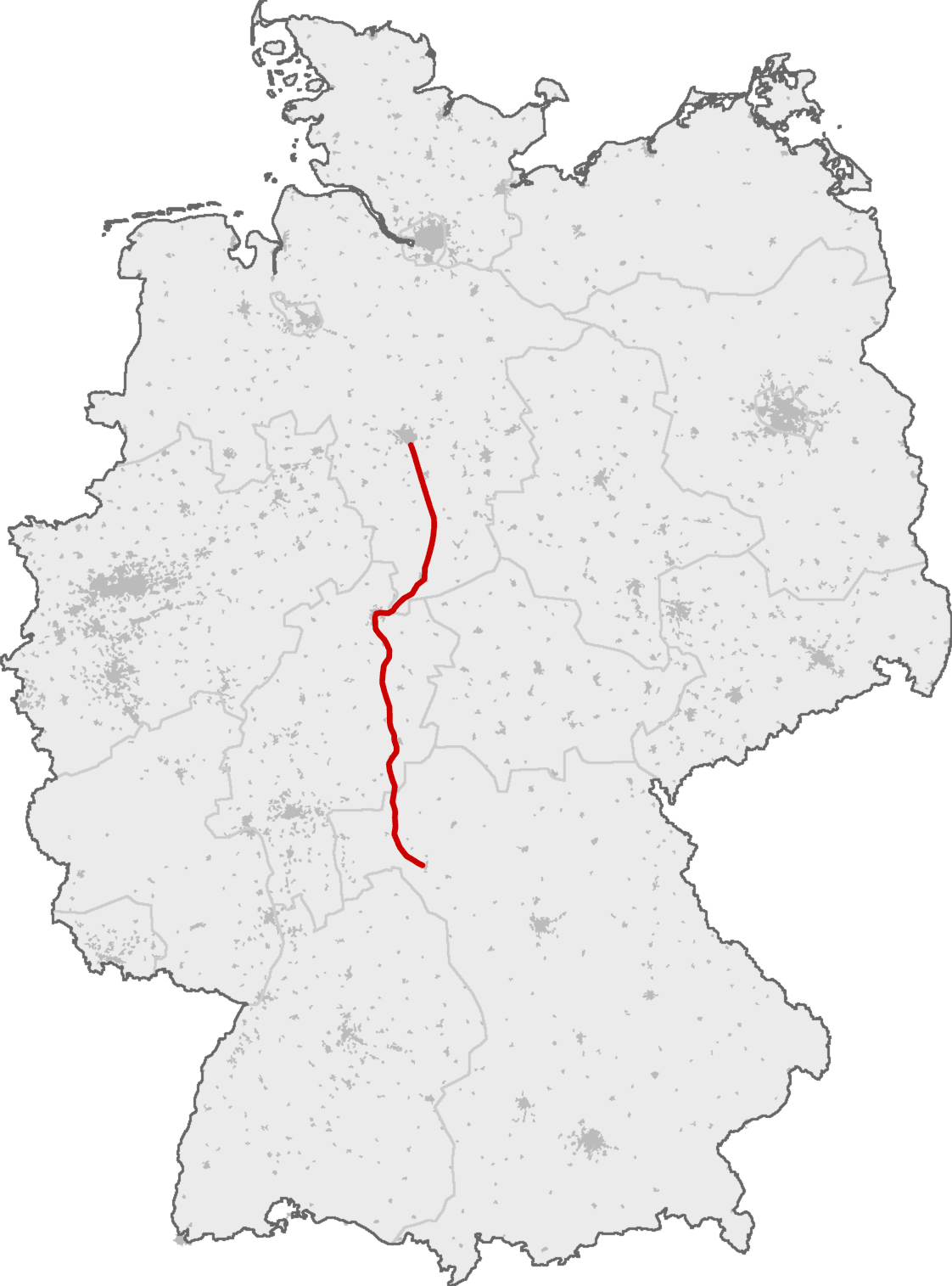
Mapka trati

Vysokorychlostní trať Hannover-Würzburg (německy Schnellfahrstrecke Hannover-Würzburg) je 327 km dlouhá vysokorychlostní železniční trať mezi Hannoverem a Würzburgem. Byla vybudována v letech 1972 až 1991. Jde o nejdelší nově vybudovanou vysokorychlostní trať v Německu.

## Galerie

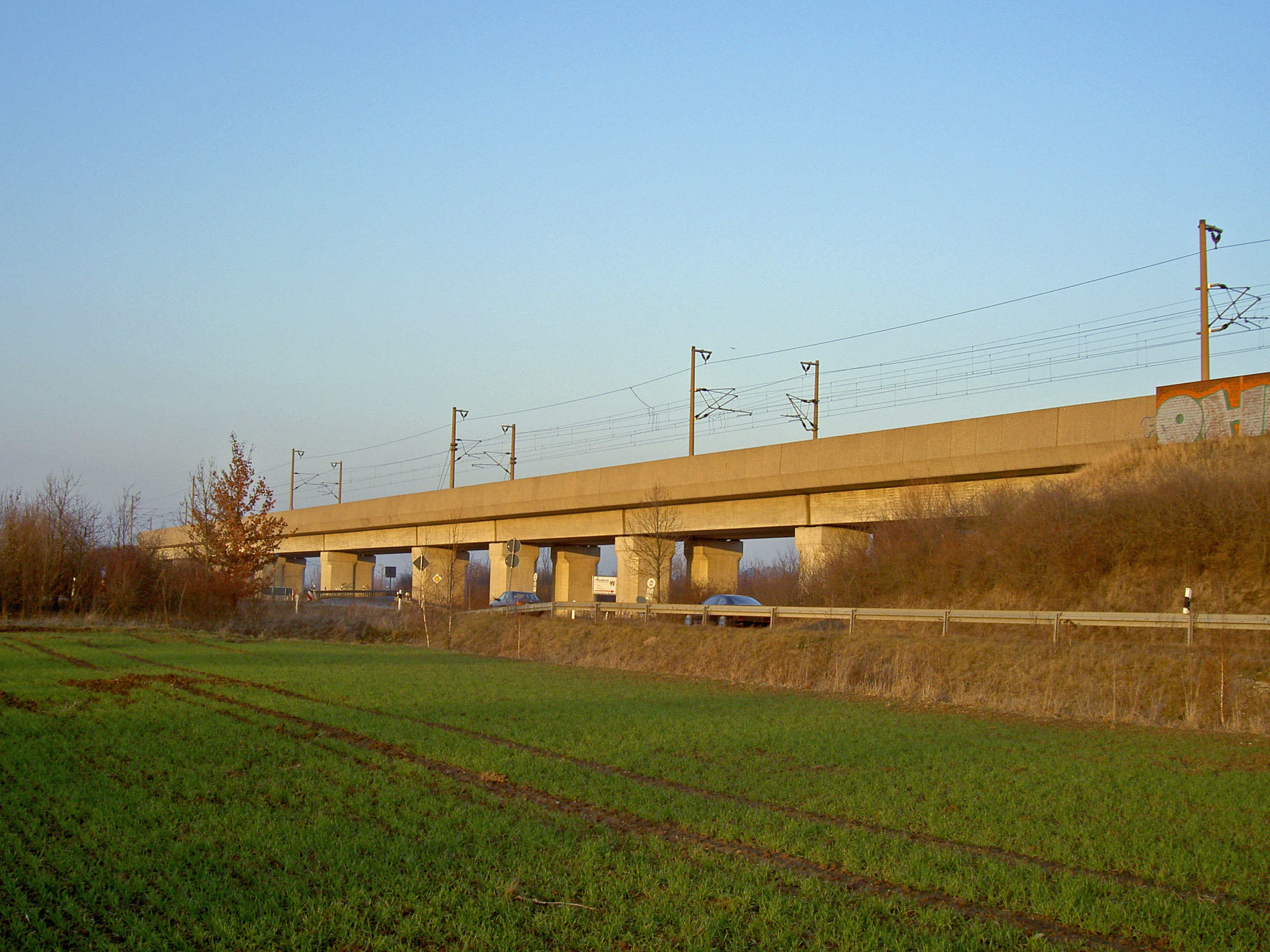
Most trati u Barntenu
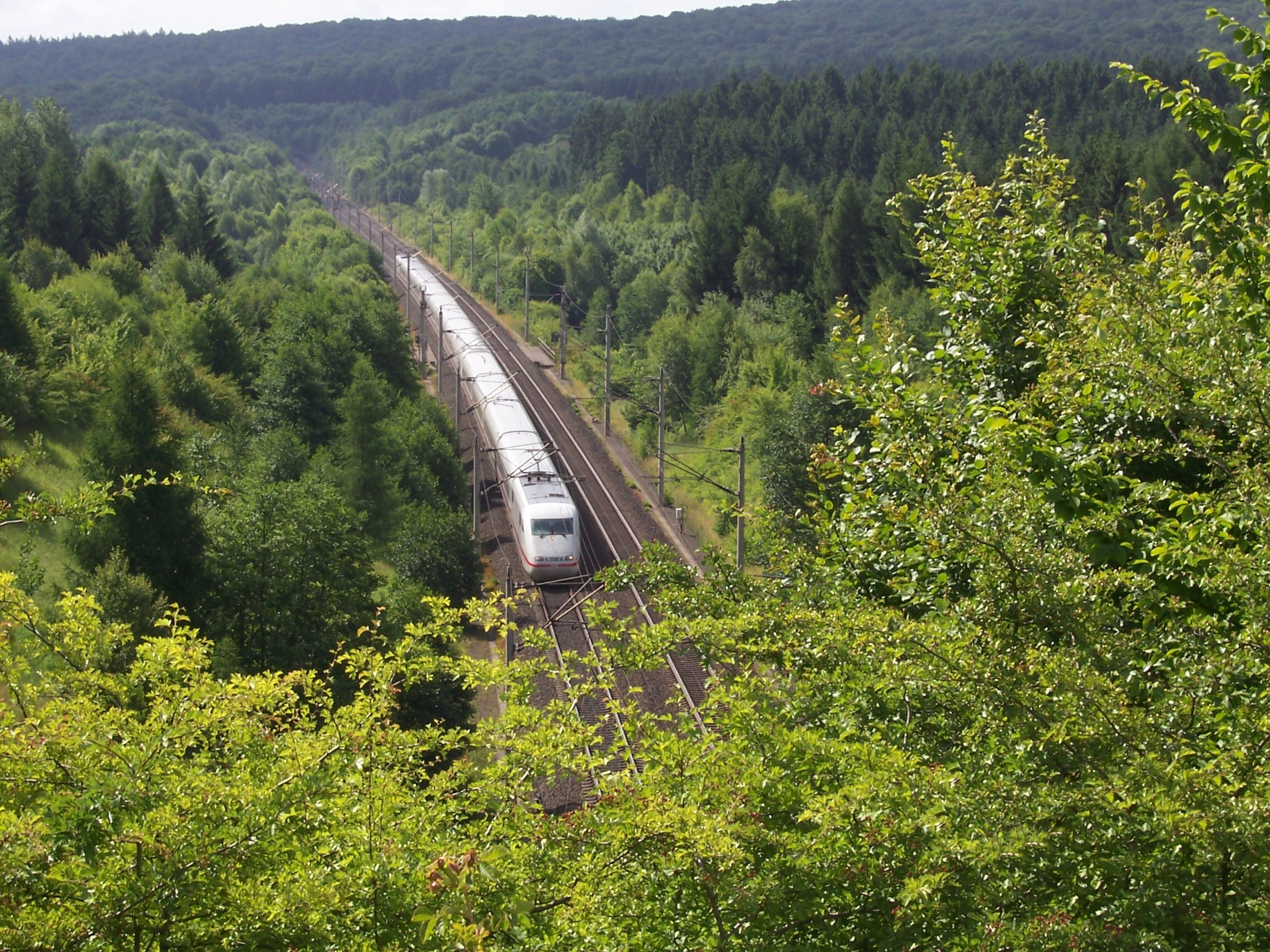
Trať v Hildesheimském lese
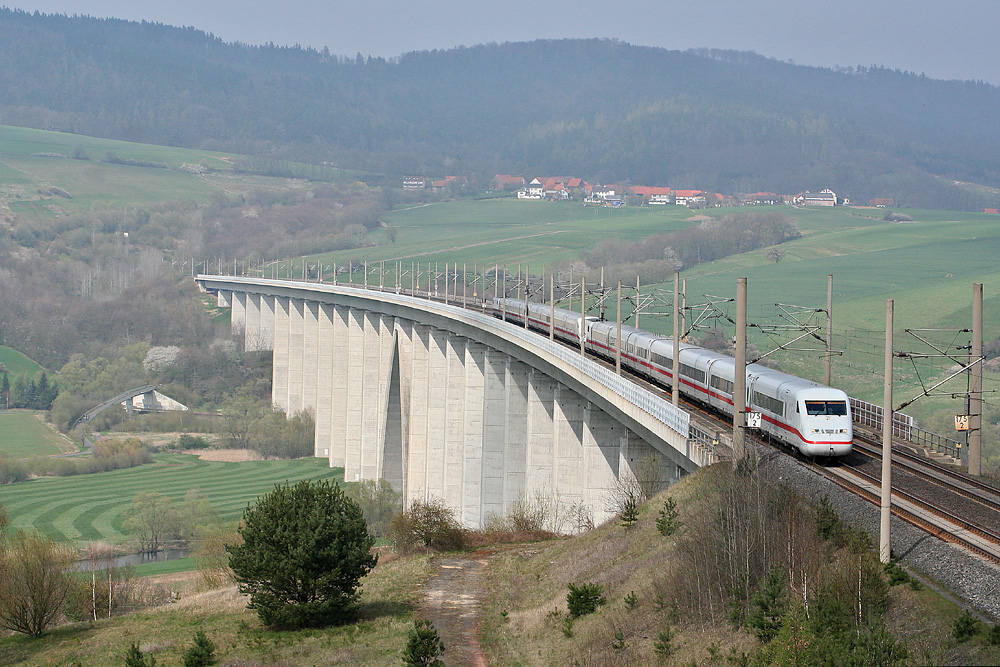
Trať na mostě přes údolí Fuldy